# Ако котките изчезнат от света
Ако котките изчезнаха от света (世界から猫が消えたなら Секай кара неко га киетанара) е японски драматичен филм режисиран от Акира Нагаи, в ролите Такеру Сато и Аои Миядзаки и въз основа на романа Секай кара Неко га Киета нара на Генки Кавамура. Той излиза в Япония от компания Тохо на 14 май 2016 г.

## Сюжет
Неназован млад човек, който живее сам и работи като пощенски превозвач, получава диагноза рак на мозъка. Той се отчайва и се чуди, на кого ще липсва, когато умре. Той се прибира у дома, но там заварва двойник на себе си, които твърди, че е дяволът. „Дяволът“ казва на човека, че ако той се съгласи едно нещо, избрано от дявола, да бъде премахнато от света (сякаш никога не го е имало), тогава мъжът може да живее още един ден. Избраните предмети се премахват в края на деня, като на мъжа е даден един последен ден, уж, за да се им наслади, преди те да изчезнат от света. Историята се развива като всеки последователен ден нови неща се отстраняват всеки ден: първо-телефони, после филми, часовници, и накрая-котка. Историята разглежда начина, по който светът се променя за мъжа без тези предмети. Всеки един от тези предмети е по някакъв начин важен за отношенията му с неговите приятели и семейството си: с бившата му приятелка; най-добрият му приятел, който знае да общува с хора само чрез филми; познанство направено в Буенос Айрес, и най-важният му човек, покойната му майка, чиято котка той наследява. Историята е разказана в реално време и в серия от ретроспективни кадри. Зрителят изгражда по-добро разбиране за връзките на този млад мъж със семейството и приятелите му и болката и красотата на смъртта.

## Актьори
- Такеру Сато
- Аои Миядзаки
- Гаку Хамада
- Eita Okuno
- Анна Иши
- Ейджи Окуда
- Миеко Харада

## Отзиви
В първия уикенд в японски боксофис, филмът е на трето място, със 141 691 прием и ¥184,7 милиона в бруто. На втория уикенд, той отново е на трето място, със 104 440, и на второ място по бруто с ¥141,4 милиона.